# Melyiket a kilenc közül? (film, 1957)
A Melyiket a kilenc közül? Szőts István 1956–57-ben forgatott kisjátékfilmje Bihari József és Ajtay Andor főszereplésével, melyet Jókai Mór azonos című novellája alapján készített. A film ősbemutatója az 1957-es Velencei Nemzetközi Filmfesztiválon volt, ahol elismerésben részesült.

## Cselekménye
Apró János özvegy pesti csizmadia mester egyedül neveli kilenc apró gyermekét. Annyira szegények, hogy karácsonykor nem tudja őket mással megajándékozni, mint hogy megtanít nekik egy kis Jézust köszöntő, vidám dalt, amit közösen énekelhetnek. Zeng a dal a kilenc mosolygó arcú gyermek száján; zeng tőle az egész ház, ami viszont annyira zavarja a felettük lakó, magányosan élő gazdag háziurat, hogy lemegy hozzájuk csendet parancsolni. Szegénységüket látva eláll szándékától, s előbb felajánlja, hogy az egyik fiút örökbe fogadja, felnevelteti és gazdaggá teszi, hogy aztán az segíthessen a többieknek. János mester nem tud választani, s amikor felajánlja a gyermekeknek az önkéntes távozás lehetőségét, egyik sem akar menni. Erre a gazdag úr annak fejében, hogy aznap este többet nem énekelnek, mérhetetlen nagy összeget, „ezer forintot” ajánl fel a csizmadiának, aki amikor látja gyermekei szomorúságát, végül is visszaadja a pénzt, hogy a család ismét dalolva örvendezhessen „Krisztus urunknak áldott születésén…”

## Szereplők
- Bihari József – János mester
- Ajtay Andor – gazdag ember
- Olthy Magda
- Sütő Irén
- Gárday Lajos
- Juhász József
- Kibédi Ervin – madárárus
- Rajz János – inas
- Sinkovits Imre – narrátor
- id. Szabó Gyula
- Tompa Sándor – hentes
- A kilenc gyermek:
  - Bora Erzsi
  - Désy Laci
  - Kiss Margit
  - Kocsis Sanyi
  - Novák Jutka
  - Rixer Kati
  - Terecskei Tibor
  - Vaszi Laci
  - Weiser Antal[3]

## A film készítése
Szőts István Jókai Mór megindító karácsonyi elbeszélését, a Melyiket a kilenc közül?-t, már 1943-ban meg akarta filmesíteni, azonban a forgatókönyv elkészítése után a filmterv asztalfiókba került, mert Jókai második felesége, a Londonban élő Nagy Bella nem engedte meg, hogy az Egyesült Királysággal hadban álló „fasiszta országnak” Jókai-jogokat adjon át. Döntése botrányt kavart, azonban az örököst védte a nemzetközi szerzői jog. 1956-ra a jogok elévültek, s bár 1955-ben még „túl karácsonyinak” minősített filmtervet ismét elő lehetett venni, mivel akkor már a vallásos téma sem volt már akadály.
1956 októberére összeállt a stáb, folytak az előkészületek és már a gyermekszereplőket válogatták. Október 23-án este a Bizományi Áruház Vállalat raktárainak teljes kiürítésével berendezték és bevilágították a gazdag háziúr kilenc egymásba nyíló szobáját, hogy másnap megkezdhessék a felvételeket. A forgatásra azonban a forradalmi események miatt akkor nem kerülhetett sor. 1957. január 19-én kezdhették el a munkát. Szőts kérésére a Hunnia Filmstúdió engedélyezte, hogy a szerző saját költségén befejezze a filmet. A felvételek a Budai Várnegyed utcáin, valamint a Hunnia Filmstúdió műtermeiben készültek. A laboratóriumi munkákat a Magyar Filmlaboratórium Vállalat végezte el.
Az elkészült alkotást 1957 augusztusában benevezték a velencei a 18. Nemzetközi Filmszemlére (9. Nemzetközi Gyermekfilm Szemle); a rendezőnek pedig megengedték, hogy saját költségén kikísérje. A film elnyerte a „8 és 12 év közötti gyermekeknek szánt rekreációs filmnek járó külön oklevelet”, amely elismerést az alkotó saját kezűleg vehette át.
Szőts – miután megtudta, hogy idehaza az 1956-os direktóriumi tagsága miatt várhatóan le fogják tartóztatni – a biennáléról már nem tért haza. Egy búcsúlevélnek is beillő beszámolót írt a Film Színház Muzsika részére a fesztiválról és a díjátvételről, melyben külön üdvözölte a gyermekszereplőket:
...Vasi Lacinak, aki Budapesten, a József utcában szokott rollerozni, a kis Pogácsásnak (igazi nevén Bora Erzsi) és Margitnak, aki már nagylány, hét testvére van és virágot árul esténként a Jászai Mari téri troliállomáson. Pentelére, Kocsis Sanyinak, Totyinak, Terencskének, Ripszer Katinak és a legkisebbnek is, mind a kilencnek.

Velencéből írok, ... Ide kerültem azzal a filmmel, amelyikben ti is szerepeltek, mind a kilencen. ... A mi filmünket is kitüntették.

Ezt akarom most nektek megköszönni, mert ebben bizony nagy része volt a ti kedves arcotoknak, szomorkás vagy vidám tekinteteteknek, mozdulataitoknak, ahogy lépkedtek, hancúroztok, bilin ültök, vagy elkeseredve, némán kuporogtok azon az emlékezetes karácsonyi éjszakán...
A film hazai bemutatójáról egyelőre nincs adat; vélhetően Szőts disszidálását követően dobozban maradt.